# Ayesha Leti-I'iga

a Compétitions nationales et continentales officielles uniquement.

b Matchs officiels uniquement.
Dernière mise à jour le 4 mai 2025.
Ayesha Leti-I'iga, née le 3 janvier 1999, est une joueuse internationale néo-zélandaise de rugby à XV évoluant au poste d'ailière. Elle joue avec les Hurricanes Poua.

## Biographie
Ayesha Leti-I'iga naît le 3 janvier 1999 à Tauranga en Nouvelle-Zélande. Elle fait ses débuts en Championnat des provinces néo-zélandaises avec Wellington en 2015, âgée de seulement seize ans.
En 2022, elle joue pour la franchise des Hurricanes Poua. Elle compte 17 sélections en équipe de Nouvelle-Zélande quand elle est retenue en septembre 2022 pour disputer la Coupe du monde qui se joue pour elle à domicile.
Sélectionnée pour la Pacific Four Series 2023, elle se blesse gravement au genou lors d'un entrainement au mois de juillet : elle rate le WXV et le Super Rugby Aupiki 2024. La Fédération néo-zélandaise la conserve cependant sous contrat et malgré neuf mois sans jouer, elle est sélectionnée pour le WXV 2024.
Ayesha Leti-I'iga retrouve les Hurricanes Poua à l'occasion du Super Rugby Aupiki 2025, où elle inscrit cinq essais en cinq matchs. Elle est ensuite sélectionnée avec les Black Ferns pour la Pacific Four Series.

## Palmarès
- Vainqueur de la Coupe du monde en 2021.
- Vainqueur de la Pacific Four Series en 2025.